# Marsha Hunt (cantante)
Marsha Hunt (Filadelfia, 15 aprile 1946) è una cantante, attrice, scrittrice ed ex modella statunitense.

## Biografia
Dopo essersi iscritta alla Università della California - Berkeley nel febbraio 1966 si trasferisce a Edimburgo, e intraprende le carriere di modella e di corista. Alla fine dello stesso anno conosce Mike Ratledge dei Soft Machine, che sposa il 15 aprile del 1967 per separarsi dopo poco tempo; qualche mese dopo collabora con Alexis Korner nel gruppo Free at Last. Il debutto da solista avviene nel musical Hair, in cui interpreta Dionne: grazie alla sua foltissima capigliatura, viene scelta per la rappresentazione del poster pubblicitario dello spettacolo; realizza quindi per la Track Records il suo primo singolo, Walk on Gilded Splinters, una cover di Dr. John, e forma un suo gruppo, i White Trash, con cui suona alla seconda edizione del Festival dell'Isola di Wight.
Collabora poi con i Rolling Stones e conosce Mick Jagger, con cui nel 1970 ha la figlia Karis Jagger; il cantante le dedicherà la canzone Brown Sugar. Nel 1970 collabora con Robert Wyatt nella realizzazione del suo primo album da solista, The End of an Ear ed ottiene un buon successo con Keep the Customer Satisfied, cover di una canzone di Simon & Garfunkel contenuta nell'album Bridge over Troubled Water, che ha anche un buon riscontro in Italia, dove la Hunt è ospite in alcune trasmissioni televisive tra cui Speciale per voi. Nel 1971 realizza l'album Woman Child, pubblicato in Germania con il titolo Desdemona; dopo qualche anno di inattività pubblica nel 1977 il nuovo album di discomusic Marsha, realizzato ai Musicland Studios di Monaco di Baviera con la produzione di Pete Belotte.
Dopo qualche anno si ritira dal mondo musicale, dedicandosi alla carriera di attrice. Nel 1985 pubblica la sua autobiografia, Real Life: The Story of a Survivor, con molti particolari sulla sua carriera musicale; in seguito scrive libri per ragazzi. Nel 2005 racconta nel volume Undefeated la sua battaglia contro il cancro. Nel novembre 2012, a causa di alcuni problemi economici, vende all'asta le lettere d'amore inviatele nel 1969 da Mick Jagger.

## Discografia parziale

### 33 giri
- 1971: Woman Child (Track Records, 2410 101), pubblicato in Germania con il titolo Desdemona (Brunswick, 2911504)
- 1977: Marsha (Aves, 69.052)

### 45 giri
- 1969: Walk On Gilded Splinters/Hot Rod Pppa (Track Records, 604030)
- 1970: Desdemona/Hippy Gumbo (Track Records, 604034)
- 1970: Keep The Customer Satisfied/Lonesome Holy Roller (Track Records, 604037)
- 1970: Keep The Customer Satisfied/Lonesome Holy Roller (Polydor, 2121 002; pubblicato in Germania)
- 1971: Desdemona /Hippy Gumbo (Polydor, 59372; pubblicato in Germania)
- 1971: (Oh,No!Not)The Beast Day/Somebody To Love (Vertigo Records, 6059 080])
- 1976: C'est La Vie/Do you Believe in Voodoo (The Electric Records, 111.350)
- 1977: I Know That He Knows/Far As The Nearest Phone (Metronome, 0030.070)
- 1978: Other Side Of Midnight/Heartache (Magnet, MAG 130)